# Olgierd Moskalewicz
Olgierd Moskalewicz, né le 16 février 1974 à Połczyn-Zdrój, est un footballeur international polonais. Il occupe le poste de milieu de terrain.

## Carrière

### En sélection
Olgierd Moskalewicz a effectué sa première et seule apparence sous le maillot polonais le 15 novembre 2000 contre l'Islande.